# Ole Berendt Suhr
Ole Berendt Suhr (3. maj 1813 i Nyborg – 6. oktober 1875 på Sølyst, Klampenborg) var en dansk handelsmand, der bl.a. oprettede Suhrs Friboliger.
Ole Bernt Suhr blev født i Nyborg, hvor hans fader, agent Ole Bernt Suhr, var købmand; moderen var Laurine Marie f. Møller, datter af Nyborgs dengang store købmand Rasmus Møller. Der var både på fædrene og mødrene side købmandsblod i hans årer. Desuagtet blev han student (1832), ja teologisk kandidat (1838), men kun for derefter at blive knyttet til handelshuset J.P. Suhr & Søn i København, i hvis tjeneste han arbejdede, indtil hans barnløse farbroder Johannes Theodor Suhr fra 1. januar 1856 trak sig tilbage og gjorde ham til husets chef. Som sådan arbejdede han videre i det givne solide spor og fortsatte da navnlig husets store kulforretning, og 1867 anlagde han i forbindelse med den en cinders- og koksfabrik på Christiansholm. Han var en af indbyderne til oprettelsen af Privatbanken (1857), for hvilken C.F. Tietgen blev direktør, og med denne arbejdede han på forskellig måde sammen. Suhr fulgte ham således i interessen for kryolitbrydningen i Grønland, 1864 stiftedes Kryolithmine- og Handelsselskabet, væsentlig med Suhrsk kapital; 1860 og 1862 stod J.P. Suhr & Søn ved siden af Privatbanken ved afslutningen af et norsk statslån, og Suhr var med i bestyrelserne for de telegrafaktieselskaber, der gik forud for Det Store Nordiske Telegrafselskab, ligesom i dettes bestyrelse (1869), i bestyrelserne for Det Forenede Dampskibs-Selskab (1866), De Danske Sukkerfabrikker (1872) osv. I Privatbanken stod han fra dens stiftelse som næstformand, og det skal endnu nævnes, at han fra 1861-67 var handelskyndigt medlem af Sø- og Handelsretten og fra 1864 kurator for Vajsenhuset. Han var konsul for Ny Granada 1853-63, og 1865 blev han etatsråd. 1862 blev han Ridder af Dannebrog og 1868 Dannebrogsmand.
Efter i 1873 at være blevet ramt af et apoplektisk slag afgik han ved døden 6. oktober 1875 på sin ejendom Sølyst ved Klampenborg. Han er begravet på Gentofte Kirkegård.
Han ejede desuden herregården Petersgaard. Efter en bestemmelse i hans testamente byggedes i Valdemarsgade en stor fribolig for trængende grosserere og grossererenker.
20. september 1847 havde Suhr ægtet Ida Marie Bech (11. april 1825 – 8. august 1897), datter af grosserer Jørgen Peter Bech og Ellen Sophie Magdalene f. Meyer. Efter sin mands død stod hun som indehaver af det Suhrske handelshus, fra 1877 med 2 kompagnoner, sin svigersøn, grosserer, senere græsk generalkonsul, Julius Holmblad, og husets mangeårige medarbejder grosserer, senere etatsråd, S.W. Isberg. Allerede 1893 trak imidlertid den sidstnævnte sig tilbage på grund af sygelighed (f 17. august 1895), og Julius Holmblad afgik ved døden 17. juni 1896. Hermed var det gamle handelshus dødsdømt. Etatsrådinde Suhr tog ingen nye kompagnoner. Efter hendes død afvikledes forretningerne, der afsluttedes ved udgangen af 1899 med en donation på 100.000 kr. til Videnskabernes Selskab som en anerkendelse fra husets side af den danske videnskabs betydning for kryolitsagen.

## Eftermæle
Ole Suhrs Gade i København og Ole Suhrsgade i Nyborg er opkaldt efter ham.
Der findes et portrætmaleri af Carl Bloch fra 1870. Buste af Th. Stein 1873. Medaljon af Frederik Stramboe 1881. Træsnit 1875.